# Krimmelberg
Der Krimmelberg bei Schmitten im hessischen Hochtaunuskreis ist ein 639,7 m ü. NHN hoher Berg im Östlichen Hintertaunus, einem Teil des deutschen Mittelgebirges Taunus. 

## Geographie

### Geographische Lage
Der Krimmelberg liegt im Süden der Gemarkung Schmitten, etwa 300 Meter westlich der Siedlung Hegewiese und 500 Meter südlich von Arnoldshain, im Naturpark Taunus. Er trennt das Tal des Lauterbachs vom Tal des Arnoldshainer Oberdorfbach. Sein Südhang ist relativ flach, der Nordhang relativ steil.

### Naturräumliche Zuordnung
Der Krimmelberg gehört in der naturräumlichen Haupteinheitengruppe Taunus (Nr 30) und in der Haupteinheit Östlicher Hintertaunus (302) zur Untereinheit Pferdskopf-Taunus (302.6).